# Eva Smith
Eva Smith, født Hækkerup (født 31. august 1942 i København) er en dansk dr.jur. og professor emerita.

## Liv og karriere
Eva Smith er datter af den forhenværende socialdemokratiske minister Hans Erling Hækkerup (1907-1974) og kontorchef Marchen Elisabeth Friis-Skotte (1909-1958).
Hun blev student fra Falkonergårdens Gymnasium på Frederiksberg i 1961, hvorefter hun begyndte at læse sociologi og psykologi ved Københavns Universitet, men skiftede til jurastudiet. I 1974 blev hun cand.jur. Derefter blev hun ansat som kandidatstipendiat ved universitetets juridiske fakultet og blev lektor samme sted i 1985. I 1986 forsvarede hun sin doktordisputats om vidnebeviset, og blev i 1990 den første kvindelige professor i retsvidenskab ved Københavns Universitet. Eva Smith har udgivet adskillige lærebøger, blandt andet inden for procesret og fuldbyrdelsesret. Hun har også beskæftiget sig med menneskerettigheder og kriminalprævention.
Udover forskningen ved Københavns Universitet har Eva Smith været konstitueret dommer ved Østre Landsret 1992-1993.
Eva Smith har tidligere haft en flere tillidsposter, som nu er ophørt:
- Formand for Det Kriminalpræventive Råd (ikke længere).
- Medlem af Politikommissionen (ophørt)
- Medlem af Justitsministeriets Strafferetsplejeudvalg (ophørt)
- Medlem af Socialforskningsinstituttets bestyrelse (ikke længere)
- Suppleant i Den Særlige Klageret (ikke længere)
- Provst for Regensen (1998-2005).
- Medlem af Undervisningsministeriets Samfundsuddannelsesråd

Hun har aktuelt disse poster:
- Medlem af Retsplejerådet (udpeget af justitsministeren)
- Medlem af ekspertgruppen under The Framework Convention for the Protection of National Minorities
- Formand for Københavns Retshjælp
- Medlem af Hal Koch-prisudvalget (var selv prismodtager i 2010)

Derudover er hun en flittig samfundsdebattør.
Hun har desuden under sit ægteskabelige navn Eva Asmussen skrevet tre børnebøger, bl.a. I et fremmed land, som hun udgav i 1988. Bogen er oversat til svensk.
Medvirker i et afsnit af serien DNA, som advokat.

## Udvalgt bibliografi
som Eva Asmussen
- Mibramin (1980)
- I et fremmed land (1988)
- Skjulestedet (1990)

som Eva Smith
- Civilproces: grundlæggende regler og principper (1988)
- Procesretlig domssamling (1991)
- Straffeprocessen (2005)
- Kriminalitet og retfærdighed (2012)

## Reference
1. ↑  Eva Smith på lex.dk

 Der er for få eller ingen kildehenvisninger i denne artikel, hvilket er et problem. Du kan hjælpe ved at angive troværdige kilder til de påstande, som fremføres i artiklen.

|  | Artiklen om Eva Smith kan blive bedre, hvis der indsættes et (bedre) billede Du kan hjælpe ved at afsøge Wikimedia Commons for et passende billede eller uploade et godt billede til Wikimedia Commons iht. de tilladte licenser og indsætte det i artiklen. |